# Hjortholm
Hjortholm är en ö i Danmark. Den ligger i Stavns Fjord i Region Mittjylland, i den centrala delen av landet. Arean är 0,35 kvadratkilometer.
Öns högsta punkt är 18 meter över havet. Den sträcker sig 0,7 kilometer i nord-sydlig riktning, och 0,8 kilometer i öst-västlig riktning. På Hjortholm finns främst gräsmarker, hed och buskskogar.